# Puebloviejo
Puebloviejo ist eine Gemeinde (municipio) im Departamento Magdalena in der Región Caribe in Kolumbien. Puebloviejo hat einen Anteil an den Naturparks Vía Parque Isla de Salamanca und Santuario de fauna y flora ciénaga grande de Santa Marta.

## Geographie
Puebloviejo liegt im Departamento del Magdalena, 38 km von Santa Marta entfernt, auf einer Höhe von 1 m ü. NN und hat eine Durchschnittstemperatur von 30° C. Der Hauptort liegt auf einem schmalen Landstreifen zwischen dem Karibischen Meer und der Ciénaga Grande de Santa Marta. Puebloviejo gehört zur inoffiziellen aber de facto existierenden Metropolregion Santa Marta. Die Gemeinde grenzt im Norden an die Karibik, im Süden an El Retén und Aracataca, im Osten an Ciénaga und Zona Bananera und im Westen an Sitionuevo und Remolino.
Gemeindegliederung
Puebloviejo verfügt über fünf corregimientos und vier veredas (kleinere ländliche Verwaltungsuntereinheiten):
- Isla del Rosario (corregimiento)
- Palmira (corregimiento)
- Tasajeras (corregimiento)
- Bocas de Aracataca (Corregimiento)
- San Juan de Palos Prietos (corregimiento)
- Nueva Frontera (vereda)
- Tierra Nueva (vereda)
- Isla de Cataquita (vereda)
- El Triunfo (vereda)

## Bevölkerung
Die Gemeinde Puebloviejo hat 33.011 Einwohner, von denen 10.225 im städtischen Teil (cabecera municipal) der Gemeinde leben. In der Metropolregion leben 827.989 Menschen (Stand: 2022).

## Geschichte
Puebloviejo hat seinen Ursprung als Fischerdorf, das seit 1892 den Status einer Gemeinde hat. Im Unabhängigkeitskrieg wurde in Puebloviejo 1820 eine wichtige Schlacht ausgetragen.

## Wirtschaft
Der wichtigste Wirtschaftszweig von Puebloviejo ist die Fischerei. Es wird sowohl in der Karibik als auch in der Ciénaga Grande gefischt. Zudem spielt im Süden der Gemeinde Landwirtschaft eine wichtige Rolle. Insbesondere werden Ölpalmen, Mais, Reis und Maniok angebaut.

## Infrastruktur
Durch den Norden der Gemeinde und den Hauptort führt die Fernstraße Troncal del Caribe, die Barranquilla mit Santa Marta verbindet. Alle weiteren Landstraßen der Gemeinde sind nicht ausgebaut und asphaltiert.